# 拉什維爾 (內布拉斯加州)
拉什維爾（英語：Rushville）是一個位於美國內布拉斯加州謝里敦縣的城市。根據2010年美國人口普查，該地共人口890人，而該地的面積約為2.98平方千米。同時該地也是謝里敦縣的縣治。

## 地理
拉什維爾的座標為42°43′02″N 102°27′37″W / 42.71722°N 102.46028°W，而該地的平均海拔高度為1140米（即3740英尺）。